# AM 227 fol.

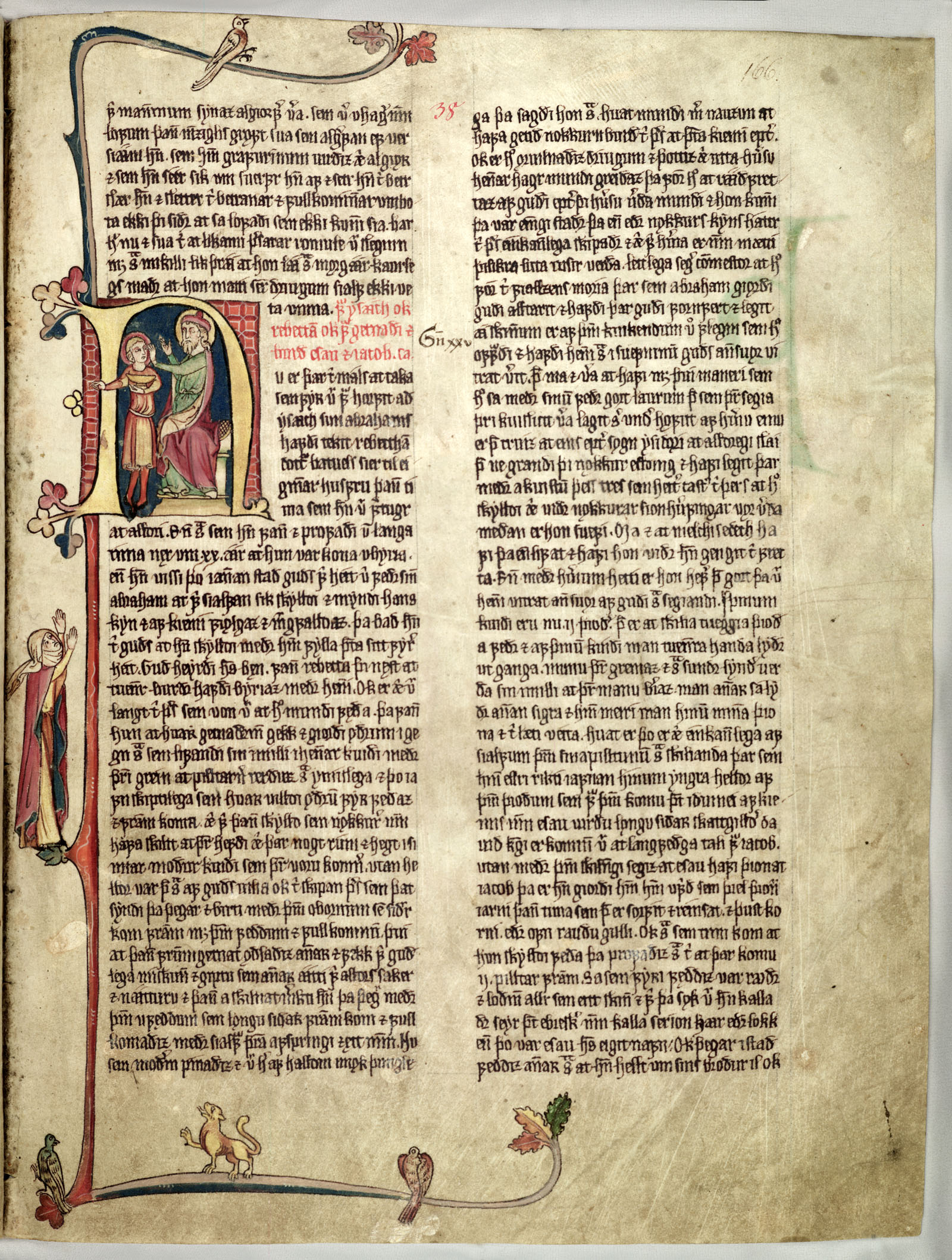
uma página de AM 227 fol.

AM 227 fol. é um manuscrito iluminado islandês do século XIV. Ele contém uma versão de Stjórn, uma compilação bíblica em nórdico antigo, e é uma das três testemunhas independentes desta obra. É ricamente ilustrado e é um dos manuscritos mais impressionantes coletados por Árni Magnússon.

## Descrição e história
O códice agora mede 35 x 27 cm, mas era originalmente maior, tendo sido aparado, provavelmente no final do século XVII, quando foi encadernado. Em sua forma atual, o manuscrito tem 128 folhas, mas pode conter originalmente 150. Cinco folhas do manuscrito foram obtidas por Árni Magnússon após a coleta do próprio códice.  Árni Magnússon recebeu o códice Bispo Jón Víldalín em 1699; anteriormente pertencera à Catedral Skálholt. AM 227 fol. esteve em Skálholt em 1588 e é provavelmente a 'Bíblia em Islandês' mencionada em um inventário de 1548.
Strjórn existe em três partes. Apenas AM 226 fol. contém todos os três, mas originalmente continha as partes I e III, com a parte II adicionada no século XV. AM 227 fol. contém Stjórn I e III. No entanto, a última folha da reunião 10 e a primeira da reunião 11 foram deixadas em branco. Essa lacuna pode ter sido deixada para Stjórn II.

## Escribas e iluminadores
O manuscrito foi escrito por dois escribas, conhecidos como A e B. Esses escribas também produziram outro texto Stjórn, AM 229 fol. Eles também aparecem juntos em AM 657 ab (que inclui a saga Klári).  A mão B também está representada no fragmento Stjórn NRA 60A e copiou parte da saga Rómverja em AM 595 ab 4to. A mão A é mais conhecida do Codex Wormianus (AM 242 fol.), Mas também trabalhou em AM 127 4to (Jónsbók), GKS 3269 a 4to (Jónsbók), AM 162 a fol β (saga Egils), AM 240 fol IV (saga Maríu), AM 667 4to IX (Jóns saga baptista), NRA 62 (Karlamagnús saga) e AM 554 40, fols. 20r-21r (Völuspá em Hauksbók).

O manuscrito foi iluminado pelo ilustrador principal de Þingeyrar, que também foi responsável pela primeira parte de Teiknibók. As imagens iconográficas dos manuscritos Þingeyrar Teiknibók, AM 227 fol. e AM 249 e fol. mostra a influência da ilustração do manuscrito de East Anglian do século XIV.